# Gert Hofbauer
Gert Hofbauer (* 13. März 1937 in Knittelfeld; † 4. August 2017 in Marz) war ein österreichischer Musiker und Dirigent.
Hofbauer studierte Trompete 1958 in Graz und 1960 an der Hochschule für Musik in Wien.
Die ersten Engagements als Trompeter fand er 1962 beim Salzburger Mozarteum-Orchester und 1964 im Tonkünstler-Orchester Niederösterreich, wo er jeweils die Erste Trompete spielte. Während seiner Orchestertätigkeit studierte er 1969 in der Dirigentenklasse bei Richard Oesterreicher.
Im Jahre 1971 gründete er mit Musikern aus allen großen Orchestervereinigungen Wiens das Wiener Hofburg Orchester, das er seither leitete und dirigierte.